# Divišovo divadlo
Divišovo divadlo je budova divadla v Žamberku, postavená v průběhu roku 1926, pojmenovaná po žambereckém rodákovi, vynálezci bleskosvodu Prokopu Divišovi.
Základní kámen byl položen dne 23. května 1926 a divadlo bylo slavnostně otevřeno premiérou Tylovy Fidlovačky dne 5. prosince. 1926. Položení základního kamene se konalo za účasti ochotníků z okolních obcí a mnoha význačných hostů. Hlavním řečníkem, za spolek žambereckých ochotníků, byl učitel Antonín Dojiva. Do základního kamene, který dodal kameník O. Fiedler, byly vloženy listiny dokumentující tehdejší současnost.
Na výstavbu divadla nemalými částkami přispívali jak členové ochotnického spolku, tak běžní občané; několik občanů dokonce ručilo za půjčku celým svým majetkem. Členové ochotnického spolku pořádali na splácení půjčky sbírky, chodili s pokladničkami dům od domu, nebo prodávali symbolické cihly. Zadlužená stavba byla postupně splácena z vybraného vstupného. Přes všechny potíže byla budova během 2. světové války splacena, díky inflaci a pronajímání pro kulturní akce místní německé posádky.